# ATC R05 – A köhögés és a meghűlés gyógyszerei
Az ATC R05 – A köhögés és a meghűlés gyógyszerei a gyógyszerek anatómiai, gyógyászati és kémiai osztályozási rendszerének (ATC) egyik alcsoportja.
| ATC R   | Légzőrendszer                            |
| ------- | ---------------------------------------- |
| ATC R01 | Nazális gyógyszerkészítmények            |
| ATC R02 | Gégészeti gyógyszerkészítmények          |
| ATC R03 | Obstruktív légúti betegségek gyógyszerei |
| ATC R05 | Köhögés és meghűlés gyógyszerei          |
| ATC R06 | Szisztémás antihisztaminok               |
| ATC R07 | Egyéb légzőrendszerre ható készítmények  |

## R05C 	Köptetők, kivéve a köhögéscsillapító kombinációkat

### R05CA Köptetők
| ATC     | Magyar               | INN                    | Gyógyszerkönyv |
| ------- | -------------------- | ---------------------- | -------------- |
| R05CA01 | Tiloxapol            | Tyloxapol              |                |
| R05CA02 | Kálium-jodid         | Potassium iodide       | Kalii iodidum  |
| R05CA03 | Gvajfenezin          | Guaifenesin            | Guaifenesinum  |
| R05CA04 | Ipekakuána           | Ipecacuanha            | Ipecacuanha    |
| R05CA05 | Zilízgyökér          | Althea root            | Althaeae radix |
| R05CA06 | Szenega              | Senega                 |                |
| R05CA07 | Antimon-pentaszulfid | Antimony pentasulfide  |                |
| R05CA08 | Kreozot              | Creosote               |                |
| R05CA09 | Gvajakolszulfonát    | Guaiacolsulfonate      |                |
| R05CA10 | kombinációk          | kombinációk            |                |
| R05CA11 | Levoverbenon         | Levoverbenone          |                |
| R05CA12 | Borostyánlevél       | Hederae helicis folium | Hederae folium |
| R05CA13 | Cineol               | Cineole                | Cineolum       |

### R05CB 	Nyákoldók
| ATC     | Magyar          | INN                               | Gyógyszerkönyv            |
| ------- | --------------- | --------------------------------- | ------------------------- |
| R05CB01 | Acetil-cisztein | Acetylcysteine                    | Acetylcysteinum           |
| R05CB02 | Brómhexin       | Bromhexine                        | Bromhexini hydrochloridum |
| R05CB03 | Karbocisztein   | Carbocisteine                     | Carbocisteinum            |
| R05CB04 | Eprazinon       | Eprazinone                        |                           |
| R05CB05 | Meszna          | Mesna                             | Mesnum                    |
| R05CB06 | Ambroxol        | Ambroxol                          | Ambroxoli hydrochloridum  |
| R05CB07 | Szobrerol       | Sobrerol                          |                           |
| R05CB08 | Domiodol        | Domiodol                          |                           |
| R05CB09 | Letosztein      | Letosteine                        |                           |
| R05CB10 | Kombinációk     | Kombinációk                       |                           |
| R05CB11 | Stepronin       | Stepronin                         |                           |
| R05CB12 | Tiopronin       | Tiopronin                         |                           |
| R05CB13 | Dornáz alfa     | Dornase alfa (desoxyribonuclease) |                           |
| R05CB14 | Neltenexin      | Neltenexine                       |                           |
| R05CB15 | Erdostein       | Erdosteine                        |                           |
| R05CB16 | Mannitol        | Mannitol                          | Mannitolum                |

## R05D 	Köhögéscsillapítók, kivéve a köptető kombinációkat

### R05DA Ópium alkaloidok és származékaik
| ATC     | Magyar                     | INN                        | Gyógyszerkönyv                       |
| ------- | -------------------------- | -------------------------- | ------------------------------------ |
| R05DA01 | Etilmorfin                 | Ethylmorphine              | Ethylmorphini hydrochloridum         |
| R05DA03 | Hidrokodon                 | Hydrocodone                |                                      |
| R05DA04 | Kodein                     | Codeine                    | Codeinum                             |
| R05DA05 | Ópium alkaloidok morfinnal | Ópium alkaloidok morfinnal |                                      |
| R05DA06 | Normetadon                 | Normethadone               |                                      |
| R05DA07 | Noszkapin                  | Noscapine                  | Noscapinum, Noscapini hydrochloridum |
| R05DA08 | Folkodin                   | Pholcodine                 | Pholcodinum                          |
| R05DA09 | Dextrometorfán             | Dextromethorphan           | Dextromethorphani hydrobromidum      |
| R05DA10 | Tebakon                    | Thebacon                   |                                      |
| R05DA11 | Dimemorfán                 | Dimemorfan                 |                                      |
| R05DA12 | Acetildihidrokodein        | Acetyldihydrocodeine       |                                      |
| R05DA20 | Kombinációk                | Kombinációk                |                                      |

### R05DB 	Egyéb köhögéscsillapítók
| ATC     | Magyar             | INN                 | Gyógyszerkönyv                |
| ------- | ------------------ | ------------------- | ----------------------------- |
| R05DB01 | Benzonatát         | Benzonatate         |                               |
| R05DB02 | Benproperin        | Benproperine        |                               |
| R05DB03 | Klobutinol         | Clobutinol          |                               |
| R05DB04 | Izoaminil          | Isoaminile          |                               |
| R05DB05 | Pentoxiverin       | Pentoxyverine       | Pentoxyverini hydrogenocitras |
| R05DB07 | Oxolamin           | Oxolamine           |                               |
| R05DB09 | Oxeladin           | Oxeladin            | Oxeladini hydrogenocitras     |
| R05DB10 | Klofedanol         | Clofedanol          |                               |
| R05DB11 | Pipazetát          | Pipazetate          |                               |
| R05DB12 | Bibenzónium bromid | Bibenzonium bromide |                               |
| R05DB13 | Butamirát          | Butamirate          |                               |
| R05DB14 | Fedrilát           | Fedrilate           |                               |
| R05DB15 | Zipeprol           | Zipeprol            |                               |
| R05DB16 | Dibunát            | Dibunate            |                               |
| R05DB17 | Droxipropin        | Droxypropine        |                               |
| R05DB18 | Prenoxdiazin       | Prenoxdiazine       |                               |
| R05DB19 | Dropropizin        | Dropropizine        |                               |
| R05DB20 | Kombinációk        | Kombinációk         |                               |
| R05DB21 | Kloperasztin       | Cloperastine        |                               |
| R05DB22 | Meprotixol         | Meprotixol          |                               |
| R05DB23 | Piperidion         | Piperidione         |                               |
| R05DB24 | Tipepidin          | Tipepidine          |                               |
| R05DB25 | Morklofon          | Morclofone          |                               |
| R05DB26 | Nepinalon          | Nepinalone          |                               |
| R05DB27 | Levodropropizin    | Levodropropizine    | Levodropropizinum             |
| R05DB28 | Dimetoxanát        | Dimethoxanate       |                               |

## R05F 	Köhögéscsillapítók és köptetők kombinációi

### R05FAÓpium-származékok és köptetők
R05FA01 Ópium-származékok és nyákoldók
R05FA02 Ópium-származékok és köptetők

### R05FBEgyéb köhögéscsillapítók és köptetők
R05FB01 Köhögéscsillapítók és nyákoldók
R05FB02 Köhögéscsillapítók és köptetők